# The Arab

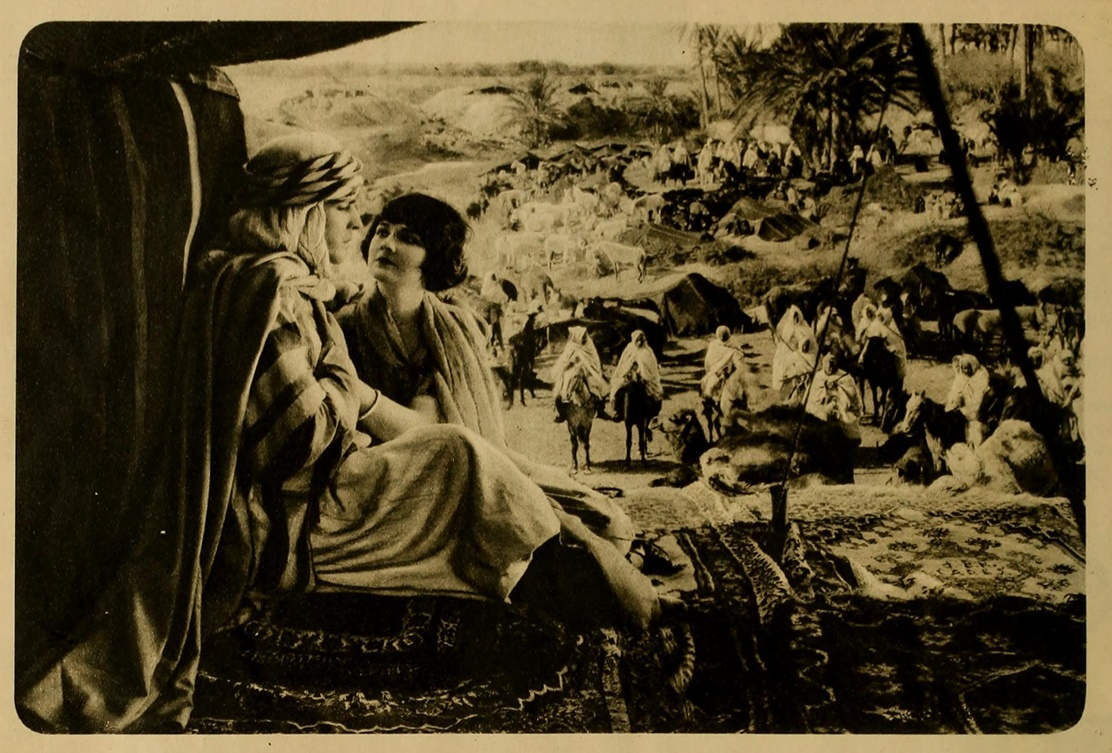
Alice Terry e Ramon Novarro em The Arab.

The Arab (Brasil: O Árabe Aristocrata / Portugal: O Árabe) é um filme mudo norte-americano de 1924, estrelado por Ramón Novarro e Alice Terry. Foi escrito e dirigido por Rex Ingram, baseado em uma peça de Edgar Selwyn, encenada em 1911.

## Elenco
- Ramón Novarro - Jamil Abdullah Azam
- Alice Terry - Mary Hilbert
- Max Maxudian - Governador
- Jean de Limur - Hossein
- Paul Vermoyal - Iphraim
- Adelqui Migliar - Abdullah
- Alexandresco - Oulad Nile
- Justa Uribe - Myrza
- Jerrold Robertshaw - Dr. Hilbert
- Paul Franceschi - Marmount
- Giuseppe di Campo - Selim

## Status de Preservação

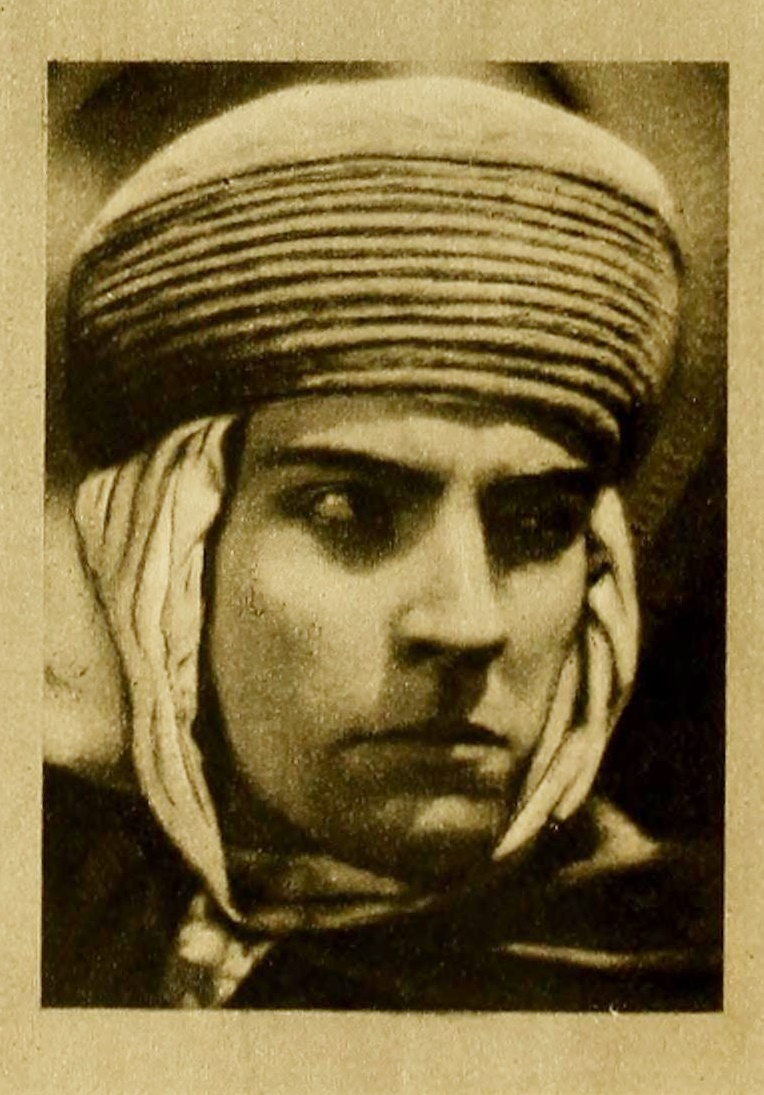
Ramon Novarro em The Arab.

Cópias existem no Gosfilmofond, na Rússia e na Biblioteca do Congresso, nos Estados Unidos.

O filme pode ser assistido no youtube